# 部品模型シリーズ
部品模型シリーズ（ぶひんもけいシリーズ）は、トミーテックから発売されていた玩具シリーズである。
方向幕などといった電車関連の部品を、ミニチュア化した製品である。当シリーズ内では、路線や年代別といった形で新たな製品が発売されている。

## 主な製品ラインナップ
- サボコレクション - サボ（行先標）を1/10スケールにてミニチュア化。
- 手動前面方向幕・電動側面方向幕 - 前面および側面の行先表示器（方向幕）を1/5スケールにてミニチュア化。
- 方向幕キーチェーン・トレインマークキーチェーン - 方向幕およびトレインマーク（愛称幕）をミニチュア化。
- フィギュア - サボコレクションのマスコットガール「佐保さん」をフィギュア化。